# IC 1347
IC 1347 ist eine linsenförmige Galaxie vom Hubble-Typ S0 im Sternbild Wassermann. Sie ist schätzungsweise 399 Millionen Lichtjahre von der Milchstraße entfernt.
Das Objekt wurde am 5. August 1891 von dem Astronomen Stéphane Javelle entdeckt.